# فيليبي دي ألميدا غوميز
فيليبي دي ألميدا غوميز (5 يناير 1988 في ريو دي جانيرو في البرازيل – )؛ هو لاعب كرة قدم كان يلعب كمهاجم.